# Nitzow
Nitzow is een plaats en voormalige gemeente in de Duitse deelstaat Saksen-Anhalt, en maakt deel uit van de Landkreis Stendal.
De Ortschaft Nitzow, die uit het dorp Nitzow en het iets ten zuiden daarvan gelegen gehucht Dahlen bestaat, telde in 2021 in totaal 476 inwoners (bron: gemeentelijke website van Havelberg).
Nitzow ligt 5 km ten noorden van Havelberg-stad, aan de Havel. Twee kilometer ten oosten van het dorp loopt de Bundesstraße 107 in noord-zuid-richting; om deze weg vanuit Nitzow te bereiken, moet men over kleine weggetjes, of omrijden via de stad Havelberg.
De gotische evangelisch-lutherse dorpskerk van Nitzow dateert uit de 15e eeuw, en onderging grondige renovaties in 1860 en 1990.
Nitzow wordt in 948 als Nizem voor het eerst in een document vermeld, en is tot omstreeks 1430 een kleine stad geweest. 
De voormalige zelfstandige gemeente Nitzow is op 1 januari 2002 geannexeerd door de stad Havelberg. Voor meer informatie zie aldaar.

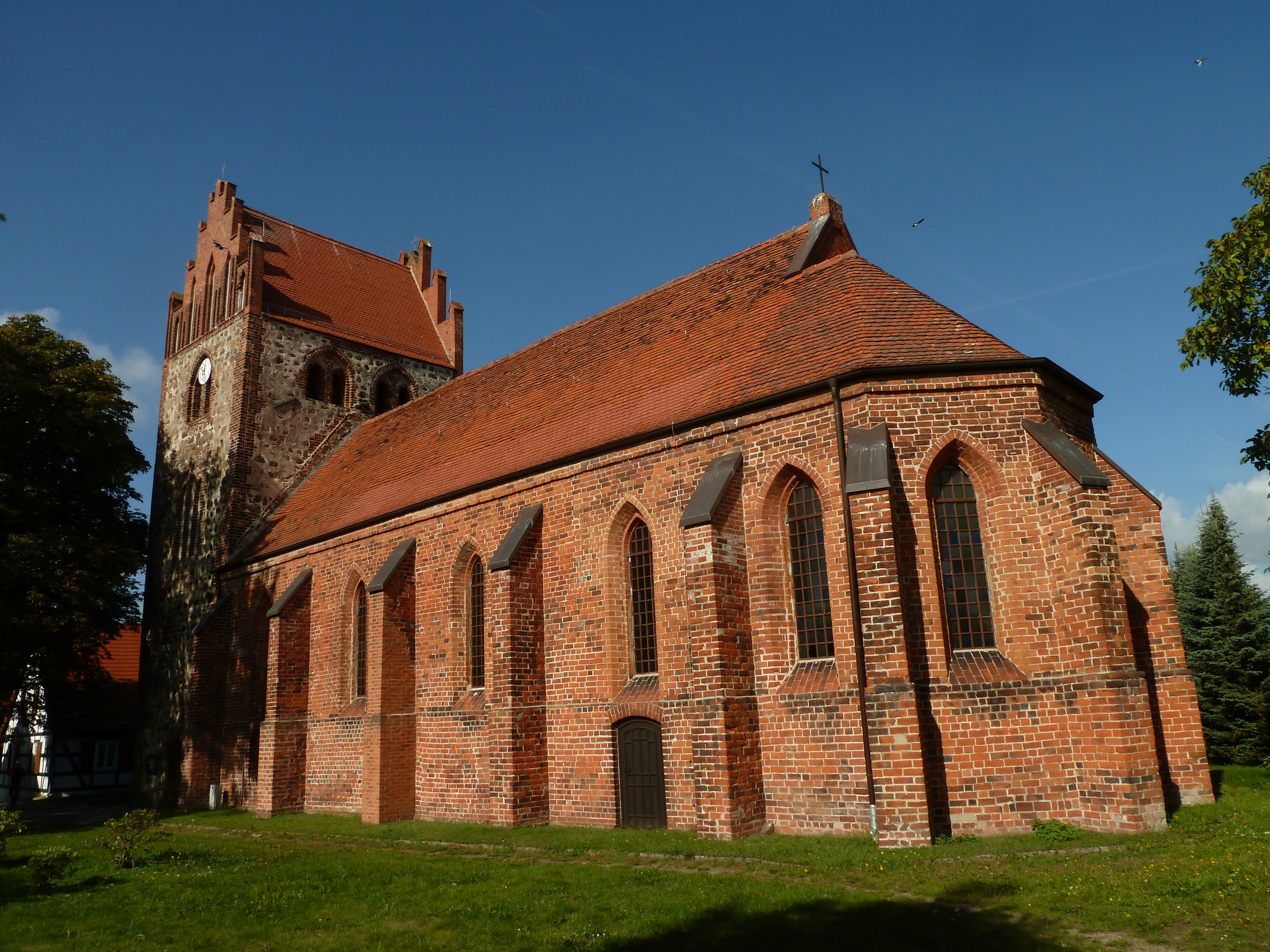
Evang.-lutherse dorpskerk in Nitzow (1)
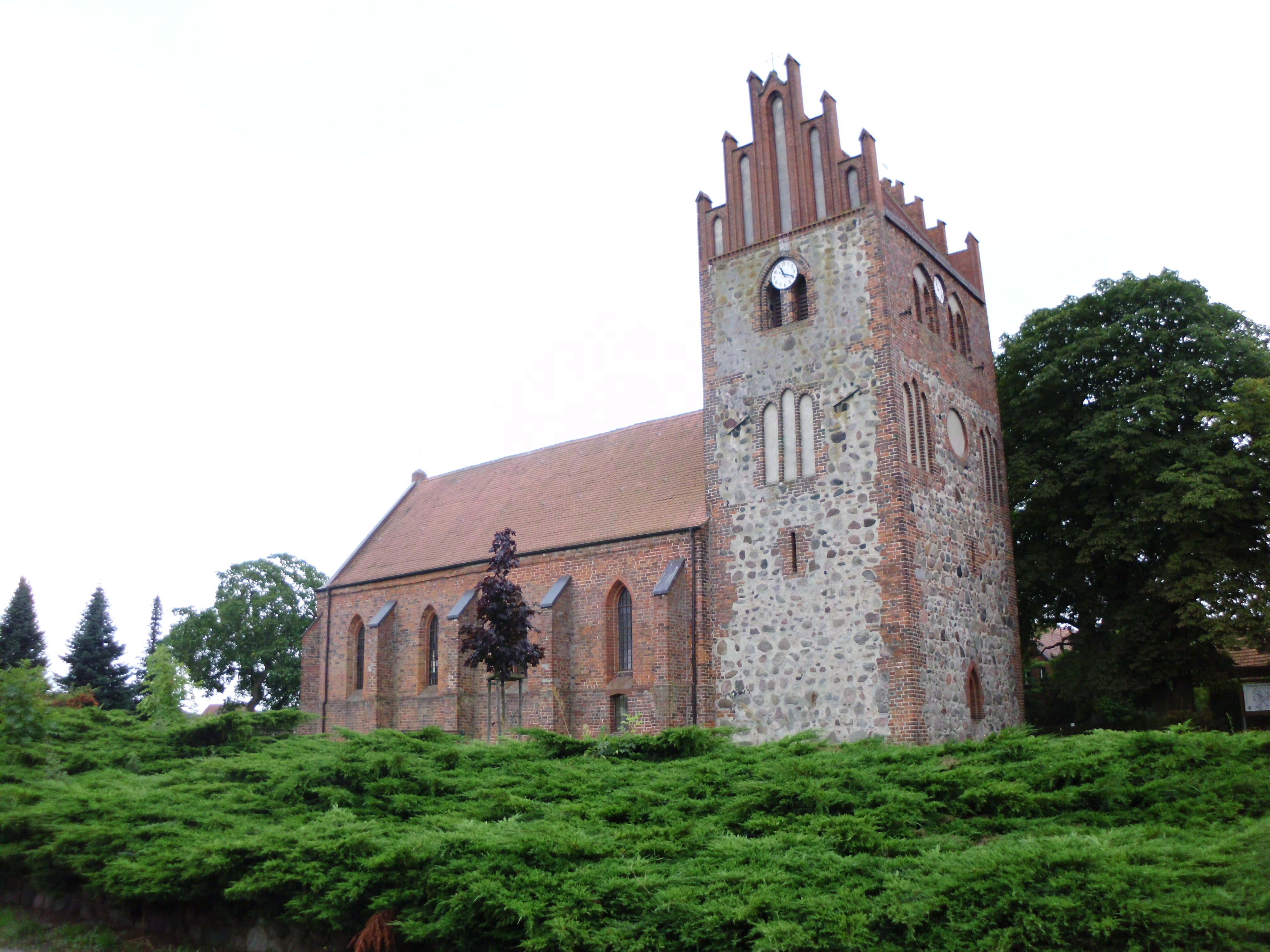
Dorpskerk te Nitzow (2)